# Mistrovství České republiky v orientačním běhu 2004
12. ročník Mistrovství České republiky v orientačním běhu proběhl v roce 2004 v pěti individuálních a dvou týmových disciplínách.

## Nejúspěšnější závodníci
Pořadí závodníků podle získaných medailí (tzv. olympijského hodnocení) všech mistrovských kategorií (D16 – mladší dorostenky, D18 – starší dorostenky, D20 – juniorky, D21 – ženy, H16 – mladší dorostenci, H18 – starší dorostenci, H20 – junioři, H21 – muži) v individuálních disciplínách v roce 2004. Uvedeni jsou závodníci, kteří získali alespoň dvě medaile a zároveň alespoň jednu zlatou medaili.
| Medailové pořadí závodníků na MČR | Medailové pořadí závodníků na MČR | Medailové pořadí závodníků na MČR | Medailové pořadí závodníků na MČR | Medailové pořadí závodníků na MČR |
| Jméno                             | 1. místo                          | 2. místo                          | 3. místo                          | Celkem                            |
| --------------------------------- | --------------------------------- | --------------------------------- | --------------------------------- | --------------------------------- |
| Jan Procházka                     | 3                                 |                                   | 1                                 | 4                                 |
| Adam Chromý                       | 3                                 |                                   |                                   | 3                                 |
| Zuzana Stehnová                   | 2                                 | 1                                 | 1                                 | 4                                 |
| Lucie Krafková                    | 2                                 | 1                                 | 1                                 | 4                                 |
| Marta Štěrbová                    | 2                                 | 1                                 |                                   | 3                                 |
| Iveta Duchová                     | 2                                 |                                   |                                   | 2                                 |
| Michaela Przyczková               | 2                                 |                                   |                                   | 2                                 |
| Veronika Krčálová                 | 1                                 | 2                                 | 2                                 | 5                                 |
| Simona Karochová                  | 1                                 | 2                                 | 1                                 | 4                                 |
| Štěpán Kodeda                     | 1                                 | 2                                 |                                   | 3                                 |
| Jana Panchártková                 | 1                                 | 2                                 |                                   | 3                                 |
| Jan Beneš                         | 1                                 | 1                                 | 1                                 | 3                                 |
| Jan Palas                         | 1                                 | 1                                 |                                   | 2                                 |
| Vladimír Lučan                    | 1                                 | 1                                 |                                   | 2                                 |
| Dana Brožková                     | 1                                 | 1                                 |                                   | 2                                 |
| Jaromír Švihovský                 | 1                                 | 1                                 |                                   | 2                                 |
| Václav Komanec                    | 1                                 | 1                                 |                                   | 2                                 |
| Libor Zřídkaveselý                | 1                                 |                                   | 1                                 | 2                                 |
| Martina Tichovská                 | 1                                 |                                   | 1                                 | 2                                 |
| Radka Brožková                    | 1                                 |                                   | 1                                 | 2                                 |

## Mistrovství ČR na dlouhé trati
| Datum závodu   | 17. 4. 2004    |  | Místo konání    | Benešov • aréna |  | Pořadatel       | KOB Konice                                              |
| Ředitel závodu | Miroslav Hlava |  | Hlavní rozhodčí | Petr Hynek      |  | Stavitelé tratí | Ladislav Grepl, Josef Procházka, Petr Hynek, David Aleš |
| Název mapy     | V Jeřábech     |  | Web závodu      |                 |  | Výsledky závodu |                                                         |

| Zkrácené výsledky             | Zkrácené výsledky       | Zkrácené výsledky       | Zkrácené výsledky       | Zkrácené výsledky       | Zkrácené výsledky | Zkrácené výsledky              | Zkrácené výsledky              | Zkrácené výsledky       | Zkrácené výsledky       |
| Pořadí                        | H21 – muži              | H21 – muži              | H21 – muži              | H21 – muži              | Pořadí            | D21 – ženy                     | D21 – ženy                     | D21 – ženy              | D21 – ženy              |
| ----------------------------- | ----------------------- | ----------------------- | ----------------------- | ----------------------- | ----------------- | ------------------------------ | ------------------------------ | ----------------------- | ----------------------- |
| Zlatá medaile                 | Libor Zřídkaveselý      | SK Žabovřesky Brno      | 2:26:48                 |                         | Zlatá medaile     | Marta Štěrbová                 | OK Lokomotiva Pardubice        | 1:43:42                 |                         |
| Stříbrná medaile              | Vladimír Lučan          | Dukla Liberec           | 2:31:14                 | +4:26                   | Stříbrná medaile  | Zuzana Stehnová                | OK Slavia Hradec Králové       | 1:44:41                 | +0:59                   |
| Bronzová medaile              | Petr Losman             | OK 99 Hradec Králové    | 2:31:20                 | +4:32                   | Bronzová medaile  | Martina Dočkalová              | OK Lokomotiva Pardubice        | 1:48:02                 | +4:20                   |
| 4                             | Radek Novotný           | OK 99 Hradec Králové    | 2:34:04                 | +7:16                   | 4                 | Eva Pekárková                  | SKOB Zlín                      | 1:48:27                 | +4:45                   |
| 5                             | Luboš Matějů            | SK Praga                | 2:34:15                 | +7:27                   | 5                 | Zdenka Stará                   | KOS TJ Tesla Brno              | 1:49:40                 | +5:58                   |
| 6                             | Michal Černý            | OK 99 Hradec Králové    | 2:35:05                 | +8:17                   | 6                 | Alena Bukovacová               | SK Žabovřesky Brno             | 1:54:18                 | +10:36                  |
| 7                             | Jan Vodička             | Sportcentrum Jičín      | 2:35:14                 | +8:26                   | 7                 | Eva Smičková                   | Oddíl OS SK Prostějov          | 1:59:41                 | +15:59                  |
| 8                             | Osvald Kozák            | KOS TJ Tesla Brno       | 2:40:34                 | +13:46                  | 8                 | Ita Krafková                   | OK Jiskra Nový Bor             | 2:01:11                 | +17:29                  |
| 9                             | Richard Pleticha        | OOB TJ Elektrárny Kadaň | 2:42:15                 | +15:27                  | 9                 | Kamila Gregorová-Jirků         | OK Jihlava                     | 2:01:15                 | +17:33                  |
| 10                            | Petr Bořánek            | USK Praha               | 2:42:55                 | +16:07                  | 10                | Michaela Kotecká Věra Lukešová | KOS TJ Tesla Brno OK Jilemnice | 2:03:07                 | +19:25                  |
| Pořadí                        | H20 – junioři           | H20 – junioři           | H20 – junioři           | H20 – junioři           | Pořadí            | D20 – juniorky                 | D20 – juniorky                 | D20 – juniorky          | D20 – juniorky          |
| Zlatá medaile                 | Jan Procházka           | SK Praga                | 1:54:46                 |                         | Zlatá medaile     | Michaela Przyczková            | TJ TŽ Třinec                   | 1:37:10                 |                         |
| Stříbrná medaile              | Jan Šedivý              | VŠTJ Ekonom Praha       | 1:55:42                 | +0:56                   | Stříbrná medaile  | Veronika Krčálová              | OK Lokomotiva Pardubice        | 1:37:22                 | +0:12                   |
| Bronzová medaile              | Jaroslav Krčál          | OK Lokomotiva Pardubice | 1:58:41                 | +3:55                   | Bronzová medaile  | Radka Brožková                 | Sportcentrum Jičín             | 1:40:03                 | +2:53                   |
| Pořadí                        | H18 – starší dorostenci | H18 – starší dorostenci | H18 – starší dorostenci | H18 – starší dorostenci | Pořadí            | D18 – starší dorostenky        | D18 – starší dorostenky        | D18 – starší dorostenky | D18 – starší dorostenky |
| Zlatá medaile                 | Jan Beneš               | Sportcentrum Jičín      | 1:37:24                 |                         | Zlatá medaile     | Martina Tichovská              | SK Praga                       | 1:19:17                 |                         |
| Stříbrná medaile              | Štěpán Holas            | Sportcentrum Jičín      | 1:39:01                 | +1:37                   | Stříbrná medaile  | Simona Karochová               | Oddíl OB Kotlářka              | 1:20:52                 | +1:35                   |
| Bronzová medaile              | Broněk Přibyl           | SKOB Zlín               | 1:39:43                 | +2:19                   | Bronzová medaile  | Ivana Bochenková               | Oddíl OB Kotlářka              | 1:24:13                 | +4:56                   |
| << předchozí • následující >> |                         |                         |                         |                         |                   |                                |                                |                         |                         |

Souhrnné informace naleznete v článku Mistrovství České republiky v orientačním běhu na dlouhé trati.

## Mistrovství ČR v nočním OB
| Datum závodu   | 1. 5. 2004      |  | Místo konání    | Sezimovo Ústí • aréna                                                               |  | Pořadatel       | SK Kotnov Tábor |
| Ředitel závodu | Antonín Doležel |  | Hlavní rozhodčí | Václav Farář                                                                        |  | Stavitelé tratí | Jiří Vébr       |
| Název mapy     | Nechyba         |  | Web závodu      | http://zavody.wz.cz/strany/nob2004.htm Archivováno 27. 11. 2020 na Wayback Machine. |  | Výsledky závodu |                 |

| Zkrácené výsledky             | Zkrácené výsledky       | Zkrácené výsledky           | Zkrácené výsledky       | Zkrácené výsledky       | Zkrácené výsledky | Zkrácené výsledky       | Zkrácené výsledky        | Zkrácené výsledky       | Zkrácené výsledky       |
| Pořadí                        | H21 – muži              | H21 – muži                  | H21 – muži              | H21 – muži              | Pořadí            | D21 – ženy              | D21 – ženy               | D21 – ženy              | D21 – ženy              |
| ----------------------------- | ----------------------- | --------------------------- | ----------------------- | ----------------------- | ----------------- | ----------------------- | ------------------------ | ----------------------- | ----------------------- |
| Zlatá medaile                 | Vladimír Lučan          | Dukla Liberec               | 1:06:21                 |                         | Zlatá medaile     | Zuzana Stehnová         | OK Slavia Hradec Králové | 1:04:01                 |                         |
| Stříbrná medaile              | Michal Matějů           | USK Praha                   | 1:06:54                 | +0:33                   | Stříbrná medaile  | Magdalena Kolářová      | Sportcentrum Jičín       | 1:11:58                 | +7:57                   |
| Bronzová medaile              | Marek Prášil            | OK Jihlava                  | 1:08:27                 | +2:06                   | Bronzová medaile  | Lucie Waldová           | Oddíl OB Kotlářka        | 1:14:31                 | +10:30                  |
| 4                             | Luboš Matějů            | SK Praga                    | 1:08:57                 | +2:36                   | 4                 | Anna Langpaulová        | OK Sparta Praha          | 1:15:57                 | +11:56                  |
| 5                             | Lukáš Přinda            | Slavia Liberec orienteering | 1:09:38                 | +3:17                   | 5                 | Lucie Šolínová          | OK 99 Hradec Králové     | 1:16:19                 | +12:18                  |
| 6                             | Radek Novotný           | OK 99 Hradec Králové        | 1:10:04                 | +3:43                   | 6                 | Romana Kalenská         | Sportcentrum Jičín       | 1:16:57                 | +12:56                  |
| 7                             | Petr Vítek              | OK 99 Hradec Králové        | 1:10:15                 | +3:54                   | 7                 | Kateřina Nováková       | TJ TŽ Třinec             | 1:17:25                 | +13:24                  |
| 8                             | Pavel Košárek           | SK Jamnice                  | 1:10:24                 | +4:03                   | 8                 | Anežka Jahnová          | USK Praha                | 1:18:45                 | +14:44                  |
| 9                             | Tomáš Udržal            | OK Lokomotiva Pardubice     | 1:10:26                 | +4:05                   | 9                 | Martina Volfová         | VŠTJ Ekonom Praha        | 1:20:29                 | +16:28                  |
| 10                            | Jan Kučera              | USK Praha                   | 1:10:42                 | +4:21                   | 10                | Lenka Klimplová         | OK Lokomotiva Pardubice  | 1:20:51                 | +16:50                  |
| Pořadí                        | H20 – junioři           | H20 – junioři               | H20 – junioři           | H20 – junioři           | Pořadí            | D20 – juniorky          | D20 – juniorky           | D20 – juniorky          | D20 – juniorky          |
| Zlatá medaile                 | Jan Palas               | Sportcentrum Jičín          | 59:53                   |                         | Zlatá medaile     | Michaela Przyczková     | TJ TŽ Třinec             | 52:43                   |                         |
| Stříbrná medaile              | Jaroslav Krčál          | OK Lokomotiva Pardubice     | 1:00:44                 | +0:51                   | Stříbrná medaile  | Veronika Krčálová       | OK Lokomotiva Pardubice  | 57:14                   | +4:31                   |
| Bronzová medaile              | Jan Skyva               | SK Praga                    | 1:04:22                 | +4:29                   | Bronzová medaile  | Kristýna Kovářová       | Oddíl OB Kotlářka        | 59:36                   | +6:53                   |
| Pořadí                        | H18 – starší dorostenci | H18 – starší dorostenci     | H18 – starší dorostenci | H18 – starší dorostenci | Pořadí            | D18 – starší dorostenky | D18 – starší dorostenky  | D18 – starší dorostenky | D18 – starší dorostenky |
| Zlatá medaile                 | Martin Henych           | Slavia Liberec orienteering | 51:09                   |                         | Zlatá medaile     | Lucie Krafková          | OK Jiskra Nový Bor       | 47:27                   |                         |
| Stříbrná medaile              | Štěpán Holas            | Sportcentrum Jičín          | 55:06                   | +3:57                   | Stříbrná medaile  | Zuzana Hermanová        | OK Lokomotiva Pardubice  | 48:11                   | +0:44                   |
| Bronzová medaile              | Michal Henek            | SK Radioklub Blansko        | 55:46                   | +4:37                   | Bronzová medaile  | Vladěna Hrstková        | TJ Jiskra Havlíčkův Brod | 50:49                   | +3:22                   |
| Pořadí                        | H16 – mladší dorostenci | H16 – mladší dorostenci     | H16 – mladší dorostenci | H16 – mladší dorostenci | Pořadí            | D16 – mladší dorostenky | D16 – mladší dorostenky  | D16 – mladší dorostenky | D16 – mladší dorostenky |
| Zlatá medaile                 | Štěpán Kodeda           | SK Severka Šumperk          | 41:23                   |                         | Zlatá medaile     | Hana Hančíková          | SKOB Zlín                | 31:05                   |                         |
| Stříbrná medaile              | Jiří Mališ              | OK Jilemnice                | 44:54                   | +3:31                   | Stříbrná medaile  | Simona Karochová        | Oddíl OB Kotlářka        | 32:20                   | +1:15                   |
| Bronzová medaile              | Jakub Zimmermann        | SK Žabovřesky Brno          | 45:56                   | +4:33                   | Bronzová medaile  | Ivana Bochenková        | Oddíl OB Kotlářka        | 33:30                   | +2:25                   |
| << předchozí • následující >> |                         |                             |                         |                         |                   |                         |                          |                         |                         |

Souhrnné informace naleznete v článku Mistrovství České republiky v nočním orientačním běhu.

## Mistrovství ČR ve sprintu
| Datum závodu   | 12. 6. 2004  |  | Místo konání    | Jaroměř - Josefov • aréna                |  | Pořadatel       | OK Slavia Hradec Králové |
| Ředitel závodu | Karel Toužil |  | Hlavní rozhodčí | Jan Netuka                               |  | Stavitelé tratí | Michal Jedlička          |
| Název mapy     | Josefov      |  | Web závodu      | http://www.shk-ob.cz/zavody/2004_sprint/ |  | Výsledky závodu |                          |

| Zkrácené výsledky             | Zkrácené výsledky       | Zkrácené výsledky        | Zkrácené výsledky       | Zkrácené výsledky       | Zkrácené výsledky | Zkrácené výsledky          | Zkrácené výsledky          | Zkrácené výsledky       | Zkrácené výsledky       |
| Pořadí                        | H21 – muži              | H21 – muži               | H21 – muži              | H21 – muži              | Pořadí            | D21 – ženy                 | D21 – ženy                 | D21 – ženy              | D21 – ženy              |
| ----------------------------- | ----------------------- | ------------------------ | ----------------------- | ----------------------- | ----------------- | -------------------------- | -------------------------- | ----------------------- | ----------------------- |
| Zlatá medaile                 | Jaromír Švihovský       | Dukla Liberec            | 15:59                   |                         | Zlatá medaile     | Marta Štěrbová             | OK Lokomotiva Pardubice    | 16:05                   |                         |
| Stříbrná medaile              | David Hepner            | OK Slavia Hradec Králové | 16:10                   | +0:11                   | Stříbrná medaile  | Dana Brožková              | Sportcentrum Jičín         | 16:25                   | +0:20                   |
| Bronzová medaile              | Libor Zřídkaveselý      | SK Žabovřesky Brno       | 16:13                   | +0:14                   | Bronzová medaile  | Zuzana Stehnová            | OK Slavia Hradec Králové   | 17:00                   | +0:55                   |
| 4                             | Michal Smola            | SKOB Zlín                | 16:17                   | +0:18                   | 4                 | Zuzana Macúchová           | KOS TJ Tesla Brno          | 17:27                   | +1:22                   |
| 5                             | Tomáš Dlabaja           | SK Žabovřesky Brno       | 16:30                   | +0:31                   | 5                 | Zdenka Stará               | KOS TJ Tesla Brno          | 17:31                   | +1:26                   |
| 6                             | Jan Mrázek              | OK Sparta Praha          | 16:39                   | +0:40                   | 6                 | Vendula Klechová           | KOS TJ Tesla Brno          | 17:32                   | +1:27                   |
| 7                             | Zbyněk Štěrba           | OK Lokomotiva Pardubice  | 17:03                   | +1:04                   | 7                 | Martina Dočkalová          | OK Lokomotiva Pardubice    | 18:12                   | +2:07                   |
| 8                             | Tomáš Udržal            | OK Lokomotiva Pardubice  | 17:04                   | +1:05                   | 8                 | Anežka Jahnová             | USK Praha                  | 18:24                   | +2:19                   |
| 9                             | Marek Prášil            | OK Jihlava               | 17:12                   | +1:13                   | 9                 | Lenka Klimplová            | OK Lokomotiva Pardubice    | 18:32                   | +2:27                   |
| 9                             | Michal Matějů           | USK Praha                | 17:12                   | +1:13                   | 10                | Eva Smičková               | Oddíl OS SK Prostějov      | 18:36                   | +2:31                   |
| Pořadí                        | H20 – junioři           | H20 – junioři            | H20 – junioři           | H20 – junioři           | Pořadí            | D20 – juniorky             | D20 – juniorky             | D20 – juniorky          | D20 – juniorky          |
| Zlatá medaile                 | Jan Procházka           | SK Praga                 | 15:18                   |                         | Zlatá medaile     | Veronika Krčálová          | OK Lokomotiva Pardubice    | 13:44                   |                         |
| Stříbrná medaile              | Jan Palas               | Sportcentrum Jičín       | 15:31                   | +0:13                   | Stříbrná medaile  | Jana Panchártková          | OK 99 Hradec Králové       | 14:45                   | +1:01                   |
| Bronzová medaile              | Zdeněk Rajnošek         | OK Jilemnice             | 15:59                   | +0:41                   | Bronzová medaile  | Kristýna Kovářová          | Oddíl OB Kotlářka          | 15:12                   | +1:28                   |
| Pořadí                        | H18 – starší dorostenci | H18 – starší dorostenci  | H18 – starší dorostenci | H18 – starší dorostenci | Pořadí            | D18 – starší dorostenky    | D18 – starší dorostenky    | D18 – starší dorostenky | D18 – starší dorostenky |
| Zlatá medaile                 | Bronislav Přibyl        | SKOB Zlín                | 12:58                   |                         | Zlatá medaile     | Iveta Duchová              | OK Lokomotiva Pardubice    | 13:31                   |                         |
| Stříbrná medaile              | Štěpán Holas            | Sportcentrum Jičín       | 13:39                   | +0:41                   | Stříbrná medaile  | Marie Dlouhá               | Oddíl OB Kotlářka          | 13:56                   | +0:25                   |
| Bronzová medaile              | Petr Strachota          | SK Severka Šumperk       | 13:49                   | +0:51                   | Bronzová medaile  | Lucie Krafková Iwona Wicha | OK Jiskra Nový Bor Polsko  | 14:01                   | +0:30                   |
| Pořadí                        | H16 – mladší dorostenci | H16 – mladší dorostenci  | H16 – mladší dorostenci | H16 – mladší dorostenci | Pořadí            | D16 – mladší dorostenky    | D16 – mladší dorostenky    | D16 – mladší dorostenky | D16 – mladší dorostenky |
| Zlatá medaile                 | Adam Chromý             | SK Žabovřesky Brno       | 12:31                   |                         | Zlatá medaile     | Lucie Machútová            | OK 99 Hradec Králové       | 14:20                   |                         |
| Stříbrná medaile              | Štěpán Kodeda           | SK Severka Šumperk       | 12:59                   | +0:28                   | Stříbrná medaile  | Martina Jirčáková          | SOOB Spartak Rychnov n.Kn. | 14:30                   | +0:10                   |
| Bronzová medaile              | Vojtěch Král            | SK Severka Šumperk       | 13:00                   | +0:29                   | Bronzová medaile  | Simona Karochová           | Oddíl OB Kotlářka          | 14:47                   | +0:27                   |
| << předchozí • následující >> |                         |                          |                         |                         |                   |                            |                            |                         |                         |

Souhrnné informace naleznete v článku Mistrovství České republiky v orientačním běhu ve sprintu.

## Mistrovství ČR na krátké trati
| Datum závodu   | 12.–13. 6. 2004 |  | Místo konání    | Horní Dehtov • aréna |  | Pořadatel       | OK 99 Hradec Králové |
| Ředitel závodu |                 |  | Hlavní rozhodčí |                      |  | Stavitelé tratí |                      |
| Název mapy     | Čertovy skrýše  |  | Web závodu      |                      |  | Výsledky závodu |                      |

| Zkrácené výsledky             | Zkrácené výsledky       | Zkrácené výsledky           | Zkrácené výsledky       | Zkrácené výsledky       | Zkrácené výsledky | Zkrácené výsledky       | Zkrácené výsledky        | Zkrácené výsledky       | Zkrácené výsledky       |
| Pořadí                        | H21 – muži              | H21 – muži                  | H21 – muži              | H21 – muži              | Pořadí            | D21 – ženy              | D21 – ženy               | D21 – ženy              | D21 – ženy              |
| ----------------------------- | ----------------------- | --------------------------- | ----------------------- | ----------------------- | ----------------- | ----------------------- | ------------------------ | ----------------------- | ----------------------- |
| Zlatá medaile                 | Michal Horáček          | Slavia Liberec orienteering | 37:55                   |                         | Zlatá medaile     | Zuzana Stehnová         | OK Slavia Hradec Králové | 37:32                   |                         |
| Stříbrná medaile              | Michal Smola            | SKOB Zlín                   | 38:21                   | +0:26                   | Stříbrná medaile  | Eva Pekárková           | SKOB Zlín                | 39:35                   | +2:03                   |
| Bronzová medaile              | Jan Procházka           | SK Praga                    | 39:12                   | +1:17                   | Bronzová medaile  | Martina Dočkalová       | OK Lokomotiva Pardubice  | 40:42                   | +3:10                   |
| 4                             | Radovan Čech            | KOS TJ Tesla Brno           | 40:57                   | +3:02                   | 4                 | Zuzana Macúchová        | KOS TJ Tesla Brno        | 40:44                   | +3:12                   |
| 5                             | Jakub Oma               | OOB TJ Turnov               | 41:25                   | +3:30                   | 5                 | Dana Brožková           | Sportcentrum Jičín       | 41:26                   | +3:54                   |
| 6                             | Jan Lauerman            | OK Jihlava                  | 41:55                   | +4:00                   | 6                 | Vendula Klechová        | KOS TJ Tesla Brno        | 42:15                   | +4:43                   |
| 7                             | Ondřej Kazda            | Sportcentrum Jičín          | 42:30                   | +4:35                   | 7                 | Barbora Chudíková       | OK Jihlava               | 42:25                   | +4:53                   |
| 8                             | Jan Vodička             | Sportcentrum Jičín          | 42:46                   | +4:51                   | 8                 | Iva Hrazdírová          | OK Sparta Praha          | 42:45                   | +5:13                   |
| 9                             | Jan Vyoral              | TJ Sokol Vizovice           | 43:44                   | +5:49                   | 9                 | Zdenka Stará            | KOS TJ Tesla Brno        | 43:49                   | +6:17                   |
| 10                            | Jaromír Švihovský       | Dukla Liberec               | 43:59                   | +6:04                   | 10                | Marta Štěrbová          | OK Lokomotiva Pardubice  | 44:16                   | +6:44                   |
| Pořadí                        | H20 – junioři           | H20 – junioři               | H20 – junioři           | H20 – junioři           | Pořadí            | D20 – juniorky          | D20 – juniorky           | D20 – juniorky          | D20 – juniorky          |
| Zlatá medaile                 | Václav Komanec          | OK Slavia Hradec Králové    | 33:15                   |                         | Zlatá medaile     | Jana Panchártková       | OK 99 Hradec Králové     | 34:00                   |                         |
| Stříbrná medaile              | Jakub Háj               | SKOB Zlín                   | 34:54                   | +1:39                   | Stříbrná medaile  | Radka Dokoupilová       | VSK Mendelu Brno         | 35:00                   | +1:00                   |
| Bronzová medaile              | Jan Gazdačko            | OK Slavia Hradec Králové    | 36:02                   | +2:47                   | Bronzová medaile  | Veronika Krčálová       | OK Lokomotiva Pardubice  | 36:14                   | +2:14                   |
| Pořadí                        | H18 – starší dorostenci | H18 – starší dorostenci     | H18 – starší dorostenci | H18 – starší dorostenci | Pořadí            | D18 – starší dorostenky | D18 – starší dorostenky  | D18 – starší dorostenky | D18 – starší dorostenky |
| Zlatá medaile                 | Jan Polášek             | SKOB Zlín                   | 26:24                   |                         | Zlatá medaile     | Iveta Duchová           | OK Lokomotiva Pardubice  | 28:31                   |                         |
| Stříbrná medaile              | Štěpán Holas            | Sportcentrum Jičín          | 27:12                   | +0:48                   | Stříbrná medaile  | Lucie Krafková          | OK Jiskra Nový Bor       | 28:45                   | +0:14                   |
| Bronzová medaile              | Jan Beneš               | Sportcentrum Jičín          | 28:01                   | +1:37                   | Bronzová medaile  | Marie Dlouhá            | Oddíl OB Kotlářka        | 29:05                   | +0:34                   |
| Pořadí                        | H16 – mladší dorostenci | H16 – mladší dorostenci     | H16 – mladší dorostenci | H16 – mladší dorostenci | Pořadí            | D16 – mladší dorostenky | D16 – mladší dorostenky  | D16 – mladší dorostenky | D16 – mladší dorostenky |
| Zlatá medaile                 | Adam Chromý             | SK Žabovřesky Brno          | 23:55                   |                         | Zlatá medaile     | Simona Karochová        | Oddíl OB Kotlářka        | 24:00                   |                         |
| Stříbrná medaile              | Jiří Mališ              | OK Jilemnice                | 24:05                   | +0:10                   | Stříbrná medaile  | Šárka Svobodná          | Oddíl OB Kotlářka        | 24:09                   | +0:09                   |
| Bronzová medaile              | Tomáš Bořil             | SK Žabovřesky Brno          | 24:44                   | +0:49                   | Bronzová medaile  | Hana Hlavová            | KOB Konice               | 24:24                   | +0:24                   |
| << předchozí • následující >> |                         |                             |                         |                         |                   |                         |                          |                         |                         |

Souhrnné informace naleznete v článku Mistrovství České republiky v orientačním běhu na krátké trati.

## Mistrovství ČR na klasické trati
| Datum závodu   | 25.–26. 9. 2004 |  | Místo konání    | Rejvíz • aréna |  | Pořadatel       | Klub vytrvalostních sportů Šumperk |
| Ředitel závodu |                 |  | Hlavní rozhodčí |                |  | Stavitelé tratí |                                    |
| Název mapy     | Ruský hřbitov   |  | Web závodu      |                |  | Výsledky závodu |                                    |

| Zkrácené výsledky             | Zkrácené výsledky       | Zkrácené výsledky        | Zkrácené výsledky       | Zkrácené výsledky       | Zkrácené výsledky | Zkrácené výsledky            | Zkrácené výsledky          | Zkrácené výsledky       | Zkrácené výsledky       |
| Pořadí                        | H21 – muži              | H21 – muži               | H21 – muži              | H21 – muži              | Pořadí            | D21 – ženy                   | D21 – ženy                 | D21 – ženy              | D21 – ženy              |
| ----------------------------- | ----------------------- | ------------------------ | ----------------------- | ----------------------- | ----------------- | ---------------------------- | -------------------------- | ----------------------- | ----------------------- |
| Zlatá medaile                 | Michal Jedlička         | OK Slavia Hradec Králové | 1:30:44                 |                         | Zlatá medaile     | Dana Brožková                | Sportcentrum Jičín         | 57:05                   |                         |
| Stříbrná medaile              | Jaromír Švihovský       | Dukla Liberec            | 1:32:01                 | +1:17                   | Stříbrná medaile  | Marta Štěrbová               | OK Lokomotiva Pardubice    | 1:00:29                 | +3:24                   |
| Bronzová medaile              | Tomáš Dlabaja           | SK Žabovřesky Brno       | 1:33:56                 | +3:12                   | Bronzová medaile  | Zuzana Macúchová             | KOS TJ Tesla Brno          | 1:04:16                 | +7:11                   |
| 4                             | Petr Zvěřina            | OK 99 Hradec Králové     | 1:35:36                 | +4:52                   | 4                 | Vendula Klechová             | KOS TJ Tesla Brno          | 1:05:30                 | +8:25                   |
| 5                             | Marian Dávidík          | Oddíl OS SK Prostějov    | 1:36:05                 | +5:21                   | 5                 | Zdenka Stará                 | KOS TJ Tesla Brno          | 1:06:28                 | +9:23                   |
| 6                             | Petr Losman             | OK 99 Hradec Králové     | 1:36:06                 | +5:22                   | 6                 | Zuzana Stehnová              | OK Slavia Hradec Králové   | 1:06:54                 | +9:49                   |
| 7                             | David Hepner            | OK Slavia Hradec Králové | 1:38:02                 | +7:18                   | 7                 | Iva Hrazdírová               | OK Sparta Praha            | 1:09:07                 | +12:02                  |
| 8                             | Radovan Čech            | KOS TJ Tesla Brno        | 1:38:22                 | +7:38                   | 8                 | Lucie Waldová                | Oddíl OB Kotlářka          | 1:09:11                 | +12:06                  |
| 9                             | Martin Piják            | SK Žabovřesky Brno       | 1:39:49                 | +9:05                   | 9                 | Eva Smičková                 | Oddíl OS SK Prostějov      | 1:09:49                 | +12:44                  |
| 10                            | Václav Hošek            | Oddíl OB Kotlářka        | 1:40:38                 | +9:54                   | 10                | Věra Lukešová Věra Kvapilová | OK Jilemnice OOB TJ Turnov | 1:10:23                 | +13:18                  |
| Pořadí                        | H20 – junioři           | H20 – junioři            | H20 – junioři           | H20 – junioři           | Pořadí            | D20 – juniorky               | D20 – juniorky             | D20 – juniorky          | D20 – juniorky          |
| Zlatá medaile                 | Jan Procházka           | SK Praga                 | 1:12:35                 |                         | Zlatá medaile     | Radka Brožková               | Sportcentrum Jičín         | 48:14                   |                         |
| Stříbrná medaile              | Václav Komanec          | OK Slavia Hradec Králové | 1:15:37                 | +3:02                   | Stříbrná medaile  | Jana Panchártková            | OK 99 Hradec Králové       | 49:19                   | +1:05                   |
| Bronzová medaile              | Zdeněk Rajnošek         | OK Jilemnice             | 1:16:54                 | +4:19                   | Bronzová medaile  | Veronika Krčálová            | OK Lokomotiva Pardubice    | 50:53                   | +2:39                   |
| Pořadí                        | H18 – starší dorostenci | H18 – starší dorostenci  | H18 – starší dorostenci | H18 – starší dorostenci | Pořadí            | D18 – starší dorostenky      | D18 – starší dorostenky    | D18 – starší dorostenky | D18 – starší dorostenky |
| Zlatá medaile                 | Aleš Malý               | OK Jilemnice             | 1:05:07                 |                         | Zlatá medaile     | Lucie Krafková               | OK Jiskra Nový Bor         | 43:09                   |                         |
| Stříbrná medaile              | Jan Beneš               | Sportcentrum Jičín       | 1:06:06                 | +0:59                   | Stříbrná medaile  | Petra Palátová               | OK Jihlava                 | 44:52                   | +1:43                   |
| Bronzová medaile              | Michal Drobník          | Sportcentrum Jičín       | 1:06:19                 | +1:12                   | Bronzová medaile  | Martina Tichovská            | SK Praga                   | 46:40                   | +3:31                   |
| Pořadí                        | H16 – mladší dorostenci | H16 – mladší dorostenci  | H16 – mladší dorostenci | H16 – mladší dorostenci | Pořadí            | D16 – mladší dorostenky      | D16 – mladší dorostenky    | D16 – mladší dorostenky | D16 – mladší dorostenky |
| Zlatá medaile                 | Adam Chromý             | SK Žabovřesky Brno       | 47:50                   |                         | Zlatá medaile     | Michaela Marešová            | OK Lokomotiva Pardubice    | 37:12                   |                         |
| Stříbrná medaile              | Štěpán Kodeda           | SK Severka Šumperk       | 48:01                   | +0:11                   | Stříbrná medaile  | Ivana Bochenková             | Oddíl OB Kotlářka          | 37:20                   | +0:08                   |
| Bronzová medaile              | Vojtěch Král            | SK Severka Šumperk       | 49:00                   | +1:10                   | Bronzová medaile  | Jindra Hlavová               | KOB Konice                 | 37:39                   | +0:27                   |
| << předchozí • následující >> |                         |                          |                         |                         |                   |                              |                            |                         |                         |

Souhrnné informace naleznete v článku Mistrovství České republiky v orientačním běhu na klasické trati.

## Mistrovství ČR štafet
| Datum závodu   | 2. 10. 2004  |  | Místo konání    | Hájovna Kolna • aréna                                                   |  | Pořadatel       | OK Sparta Praha |
| Ředitel závodu | Michal Hojný |  | Hlavní rozhodčí | Zdenek Procházka                                                        |  | Stavitelé tratí | Jan Boudný      |
| Název mapy     | Údolí ticha  |  | Web závodu      | http://www.oksparta.cz/mcr/ Archivováno 25. 5. 2018 na Wayback Machine. |  | Výsledky závodu |                 |

| Zkrácené výsledky             | Zkrácené výsledky                                                    | Zkrácené výsledky | Zkrácené výsledky | Zkrácené výsledky | Zkrácené výsledky                                                          | Zkrácené výsledky | Zkrácené výsledky | Zkrácené výsledky | Zkrácené výsledky |
| Pořadí                        | H21 – muži                                                           | H21 – muži        | H21 – muži        | Pořadí            | D21 – ženy                                                                 | D21 – ženy        | D21 – ženy        |                   |                   |
| ----------------------------- | -------------------------------------------------------------------- | ----------------- | ----------------- | ----------------- | -------------------------------------------------------------------------- | ----------------- | ----------------- | ----------------- | ----------------- |
| Zlatá medaile                 | OK 99 Hradec Králové Tomáš Novotný Petr Zvěřina Petr Losman          | 1:57:32           |                   | Zlatá medaile     | KOS TJ Tesla Brno Vendula Klechová Zdenka Stará Zuzana Macúchová           | 1:42:07           |                   |                   |                   |
| Stříbrná medaile              | OK Slavia Hradec Králové David Hepner Václav Komanec Michal Jedlička | 1:57:46           | +0:14             | Stříbrná medaile  | OK Lokomotiva Pardubice Veronika Krčálová Martina Dočkalová Marta Štěrbová | 1:44:00           | +1:53             |                   |                   |
| Bronzová medaile              | Sportcentrum Jičín Jan Palas Radek Ticháček Jan Vodička              | 1:59:12           | +1:40             | Bronzová medaile  | Sportcentrum Jičín Magdalena Kolářová Radka Brožková Dana Brožková         | 1:44:23           | +2:16             |                   |                   |
| 4                             | OK Jihlava Milan Venhoda Marek Prášil Jan Lauerman                   | 2:00:07           | +2:35             | 4                 | OK 99 Hradec Králové Jana Panchártková Iva Navrátilová Petra Novotná       | 1:48:01           | +5:54             |                   |                   |
| 5                             | OOB TJ Turnov Martin Baier Ondřej Holas Jakub Oma                    | 2:00:12           | +2:40             | 5                 | OK Jiskra Nový Bor Lucie Krafková Ita Krafková Monika Topinková            | 1:52:02           | +9:55             |                   |                   |
| Pořadí                        | H18 – dorostenci                                                     | H18 – dorostenci  | H18 – dorostenci  | Pořadí            | D18 – dorostenky                                                           | D18 – dorostenky  | D18 – dorostenky  |                   |                   |
| Zlatá medaile                 | SKOB Zlín Jan Polášek Tomáš Krajča Bronislav Přibyl                  | 1:43:03           |                   | Zlatá medaile     | Oddíl OB Kotlářka Šárka Svobodná Ivana Bochenková Simona Karochová         | 1:34:27           |                   |                   |                   |
| Stříbrná medaile              | Sportcentrum Jičín Michal Drobník Štěpán Holas Jan Beneš             | 1:45:27           | +2:24             | Stříbrná medaile  | OK 99 Hradec Králové Vendula Doležalová Jana Vaculíková Lucie Machútová    | 1:34:37           | +0:10             |                   |                   |
| Bronzová medaile              | SK Severka Šumperk Štěpán Kodeda Petr Strachota Vojtěch Král         | 1:46:35           | +3:32             | Bronzová medaile  | KOB Konice Petra Dittrichová Hana Hlavová Jindra Hlavová                   | 1:37:09           | +2:42             |                   |                   |
| << předchozí • následující >> |                                                                      |                   |                   |                   |                                                                            |                   |                   |                   |                   |

Souhrnné informace naleznete v článku Mistrovství České republiky v orientačním běhu štafet.

## Mistrovství ČR klubů a oblastních výběrů
| Datum závodu   | 3. 10. 2004   |  | Místo konání    | Hájovna Kolna • aréna                                                   |  | Pořadatel       | OK Sparta Praha |
| Ředitel závodu | Michal Hojný  |  | Hlavní rozhodčí | Zdenek Procházka                                                        |  | Stavitelé tratí | Petr Bašus      |
| Název mapy     | Jezevčí skála |  | Web závodu      | http://www.oksparta.cz/mcr/ Archivováno 25. 5. 2018 na Wayback Machine. |  | Výsledky závodu |                 |

| Zkrácené výsledky             | Zkrácené výsledky | Zkrácené výsledky | Zkrácené výsledky | Zkrácené výsledky | Zkrácené výsledky | Zkrácené výsledky | Zkrácené výsledky | Zkrácené výsledky | Zkrácené výsledky |
| Pořadí                        | DH21 - dospělí | DH21 - dospělí    | DH21 - dospělí    | Pořadí            | DH18 - dorost | DH18 - dorost     | DH18 - dorost     |                   |                   |
| ----------------------------- | --- | ----------------- | ----------------- | ----------------- | --- | ----------------- | ----------------- | ----------------- | ----------------- |
| Zlatá medaile                 | Sportcentrum Jičín Jan Palas Radka Brožková Ondřej Kazda Romana Kalenská Jaromír Švihovský Dana Brožková Jan Vodička              | 4:20:27           |                   | Zlatá medaile     | SK Žabovřesky Brno Jakub Zimmermann Eva Kabáthová Daniel Hájek Jana Kršiaková Adam Chromý Jana Macinská Jakub Pracný      | 4:07:15           |                   |                   |                   |
| Stříbrná medaile              | OK 99 Hradec Králové Tomáš Novotný Jana Panchártková Michal Černý Petra Novotná Petr Zvěřina Iva Navrátilová Petr Losman          | 4:24:39           | +4:12             | Stříbrná medaile  | Sportcentrum Jičín Petr Špicar Lucie Soukupová Michal Drobník Ada Mikulová Štěpán Holas Martina Uvizlová Jan Beneš        | 4:09:29           | +2:14             |                   |                   |
| Bronzová medaile              | OK Slavia Hradec Králové David Hepner Bohdana Térová Jakub Weiner Martina Fejlková Michal Jedlička Zuzana Stehnová Václav Komanec | 4:26:19           | +5:52             | Bronzová medaile  | SKOB Zlín Jan Polášek Hana Hančíková Michal Eid Zuzana Filipová Tomáš Krajča Jana Otrusinová Bronislav Přibyl             | 4:10:51           | +3:36             |                   |                   |
| 4                             | SK Praga Martin Tichovský Hana Tichovská Jan Skyva Magdalena Ryšavá Luboš Matějů Martina Spurná Jan Procházka                     | 4:28:36           | +8:09             | 4                 | Oddíl OB Kotlářka Jan Buchalcev Šárka Svobodná Simona Karochová Marie Dlouhá Štěpán Hejzlar Ivana Bochenková Martin Vlach | 4:12:46           | +5:31             |                   |                   |
| 5                             | KOS TJ Tesla Brno Zdeněk Liščinský Vendula Klechová Martin Štěpánek Zdenka Stará Radovan Čech Zuzana Macúchová Osvald Kozák       | 4:29:18           | +8:51             | 5                 | OK Jilemnice Jan Perůtka Ivana Prchalová Vojtěch Krajíček Bohdana Augustinová Jiří Mališ Martina Kynčlová Aleš Malý       | 4:14:20           | +7:05             |                   |                   |
| << předchozí • následující >> | |                   |                   |                   | |                   |                   |                   |                   |

Souhrnné informace naleznete v článku Mistrovství České republiky v orientačním běhu klubů a oblastních výběrů.